# Biscoito amaretto
Os biscoitos amaretto (ou “amaretti”, no plural) feitos à base de amêndoas moídas, açúcar e claras de ovos, são originários da Itália e populares em toda a Europa. Além das amêndoas propriamente ditas, levam muitas vezes  amêndoas de alperce, as armelline, que têm normalmente um sabor próximo das amêndoas amargas – daí o nome dos biscoitos. 
Existem duas versões diferentes deste doce: o amaretto tipo Saronno, crocante e praticamente oco, e o amaretto tipo Sassello, macio e compacto. O amaretto de Saronno é usado em alguns doces tradicionais, como os pêssegos recheados à piemontesa, o bonet, um pudim também típico do Piemonte, e alguns tipos de tiramisù.  
Normalmente, têm uma forma de pequenas calotas esféricas e, para além dos ingredientes principais, podem levar aromas, mel, leite e levedura. Algumas variantes incluem os “nocciolini” de Chivasso, ainda no Piemonte, e de Canzo, na Lombardia, feitos com avelãs, em vez de amêndoas.  Outro produto ligeiramente diferente são os amaretti de Gallarate. 